# Alexander III. (Russland)

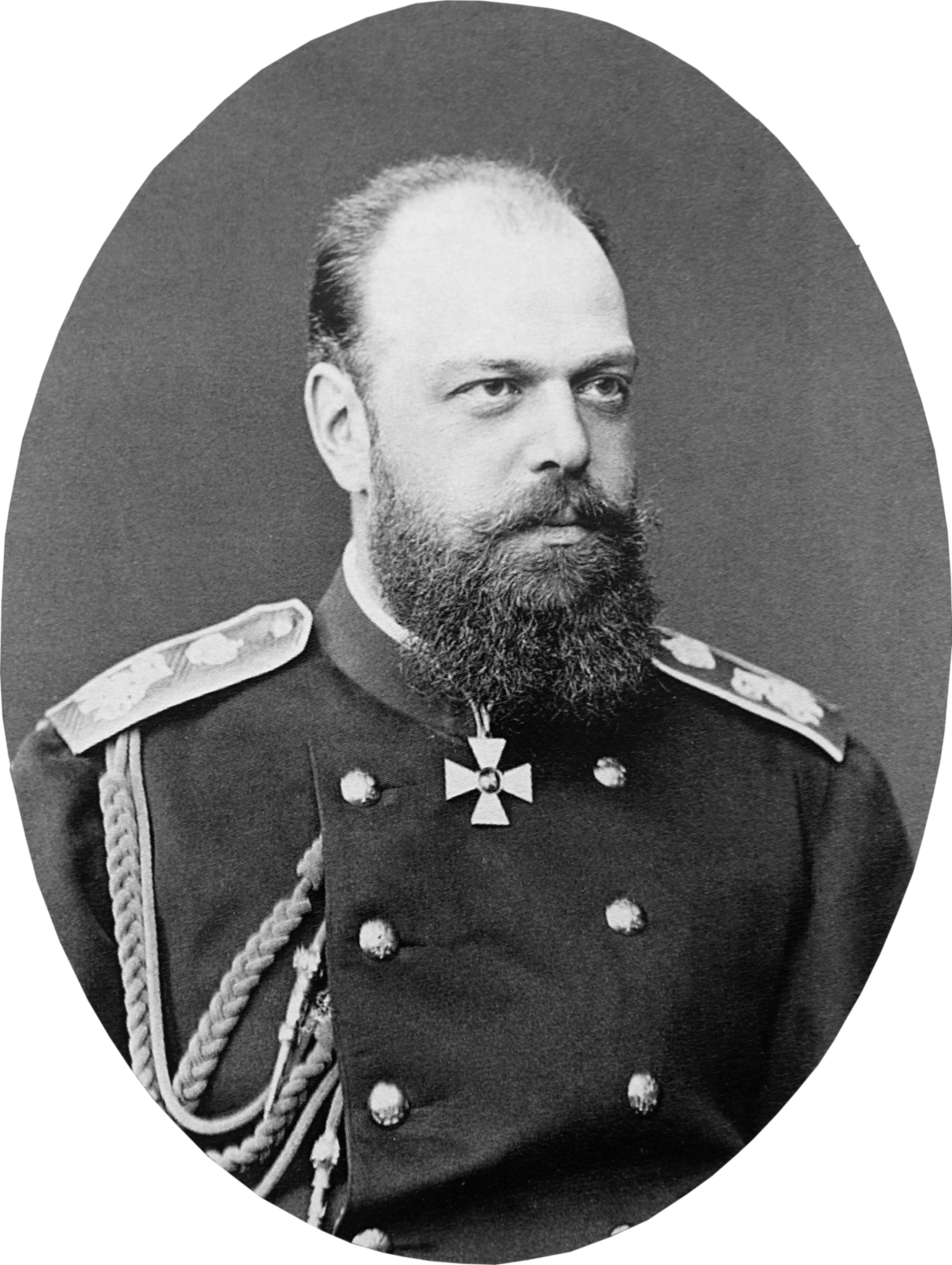
Alexander III., um 1880

Alexander III. (russisch Александр III; gebürtig Alexander Alexandrowitsch Romanow, russisch Александр Александрович Романов; * 26. Februarjul. / 10. März 1845greg. im Winterpalast, Sankt Petersburg; † 20. Oktoberjul. / 1. November 1894greg. im Liwadija-Palast, Krim) entstammte dem Hause Romanow-Holstein-Gottorp und war von 1881 bis 1894 Zar von Russland.
Alexander III. erhielt noch zu Lebzeiten den Titel „Friedensstifter“ (russisch: mirotworez), weil in seine Amtszeit kein größerer Krieg mit den Großmächten fiel.

## Leben

### Herkunft und Jugend
Alexander war das dritte Kind und der zweitgeborene Sohn des russischen Thronfolgers Alexander Nikolajewitsch Romanow und dessen deutscher Gemahlin Marija Alexandrowna (gebürtig Marie von Hessen-Darmstadt).
Charakterlich legte der junge Alexander ein einfaches, grobes und abruptes Wesen an den Tag, zuweilen sogar schroff. Auch durch seinen robusten Körperbau und seine immense physische Stärke unterschied er sich von der Mehrzahl seiner Familienangehörigen.

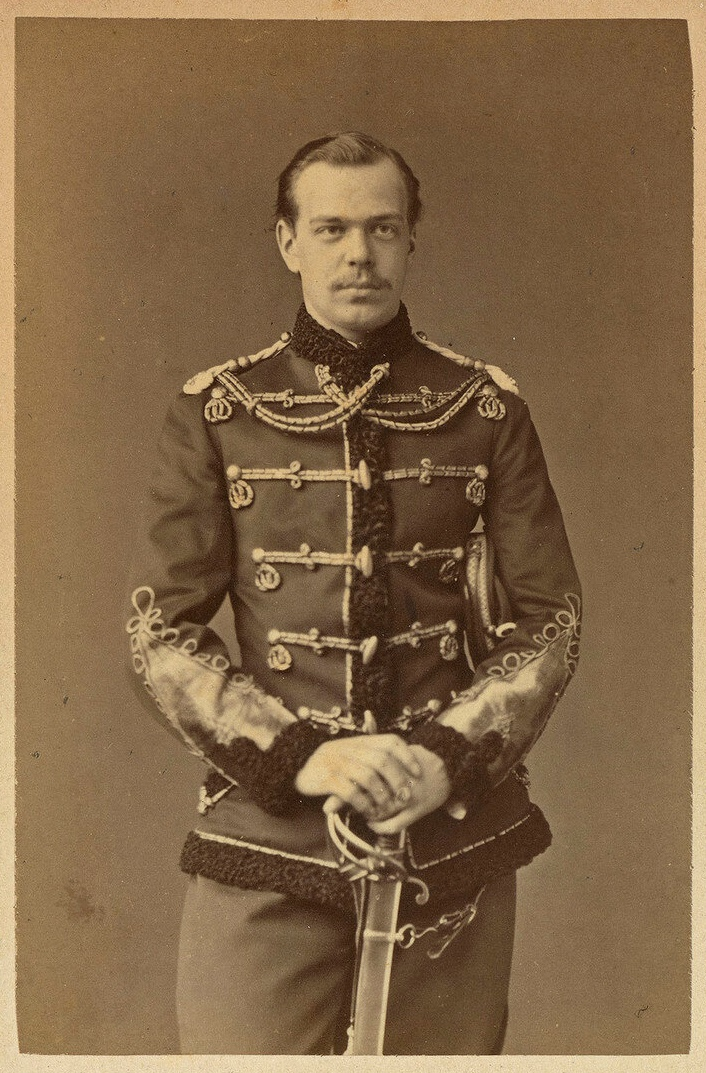
Alexander um 1865

1855 bestieg sein Vater als Alexander II. den Kaiserthron. Sein älterer Bruder Nikolaus wurde neuer Zarewitsch, und folglich genossen dessen Erziehung und Ausbildung bei Hofe höchste Priorität. Alexander wurden relativ geringe Aussichten auf den Thron zugeschrieben, und er erhielt eine für einen Großfürsten unzureichende, oberflächliche Ausbildung, die von militärischem Drill geprägt war.

### Als Zarewitsch (1865 bis 1881)
Nach dem plötzlichen Tod seines Bruders 1865 wurde Alexander neuer Thronfolger. Doch trotz seines Titels hatte er wenig Einfluss auf das öffentliche Leben und die Politik, lebte vielmehr zurückgezogen im Anitschkow-Palais. Im Bewusstsein seines Mangels an Vorbereitung wandte sich die Familie an Konstantin Pobedonoszew, Professor an der Universität Moskau, der den Zarewitsch in Rechtswissenschaften und Staatskunde unterwies. Pobedonoszew, der für seinen extremen Konservatismus bekannt war, sollte zeitlebens großen Einfluss auf Alexander ausüben.
Alexander begleitete seinen Vater Alexander II. bei einigen Staatsbesuchen und lernte dabei zahlreiche Staatsoberhäupter, wichtige Regierungschefs und Außenminister kennen. Unter anderem besuchte er die Weltausstellung 1867 in Paris und fuhr in der Kutsche mit dem französischen Kaiser Napoleon III. und seinem Vater, als ein Attentat auf seinen Vater verübt wurde. Da der Kutscher rechtzeitig eingriff, traf die Kugel des Attentäters Beresowski nur das Pferd. Außerdem war er im September 1873 beim Dreikaisertreffen in Berlin, wo er den deutschen und österreichisch-ungarischen Monarchen sowie den deutschen Reichskanzler Otto von Bismarck kennen lernte.
Als Offizier nahm der Zarewitsch am Russisch-Osmanischen Krieg 1877/78 im Fürstentum Bulgarien teil. Beim anschließenden Berliner Kongress unterstützte Bismarck die Forderungen Russlands nicht, sondern trat als „ehrlicher Makler“ auf. Alexander zeigte sich enttäuscht vom Verhalten des Deutschen Reiches; für ihn lag die Zukunft Russlands nicht an der Seite der Deutschen. Damit stand er mehr und mehr im Widerspruch zu seinem Vater, der seine Außenpolitik auf ein Bündnis mit Preußen (später dem Deutschen Reich) stützte, während Alexander sich mehr zu Frankreich hingezogen fühlte.
Allerdings stimmte Bismarck einem zwischen Russland und Großbritannien auf dem Berliner Kongress ausgehandelten Kompromiss zu, wonach Russland als Entschädigung für die nicht erreichte Hegemonie über die slawischen Völker auf dem Balkan territoriale Zugewinne in Adscharien zugesprochen wurden. Dieses Gebiet befand sich zum Zeitpunkt des Berliner Kongresses unter der Kontrolle osmanischer Truppen. Im Streit um die Stadt Batumi akzeptierte Alexander einen russlandfreundlicheren Vorschlag für die Zugehörigkeit Batumis zum Russischen Kaiserreich unter der Bedingung, dass Batumi zum Freihafen erklärt wurde.

### Als regierender Kaiser (1881 bis 1894)

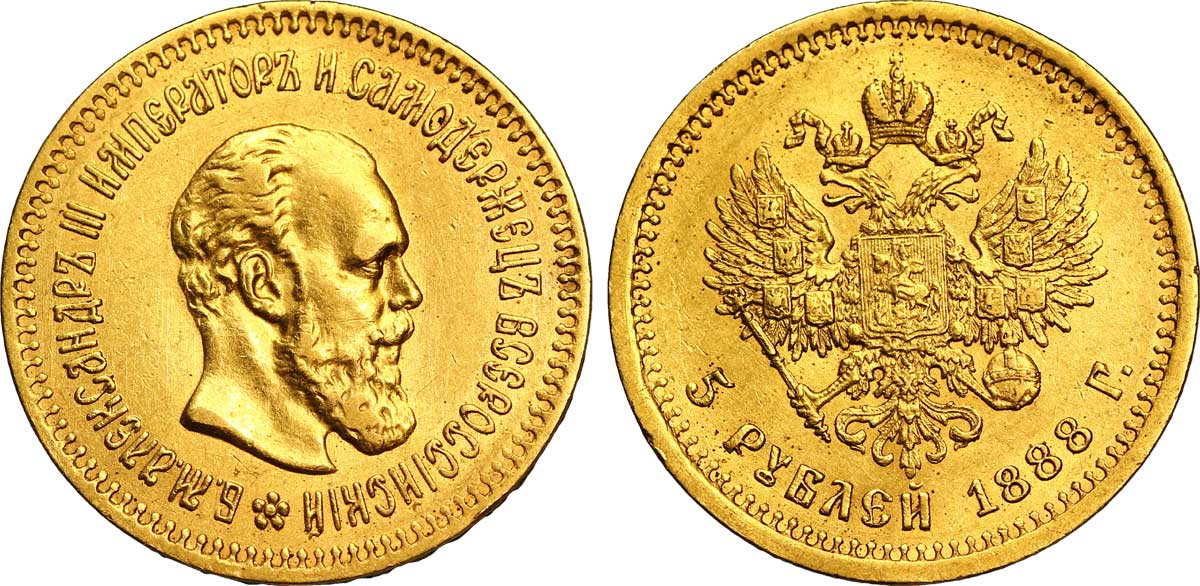
5-Rubel–Münze aus dem Jahr 1888 mit dem Abbild von Zar Alexander III.

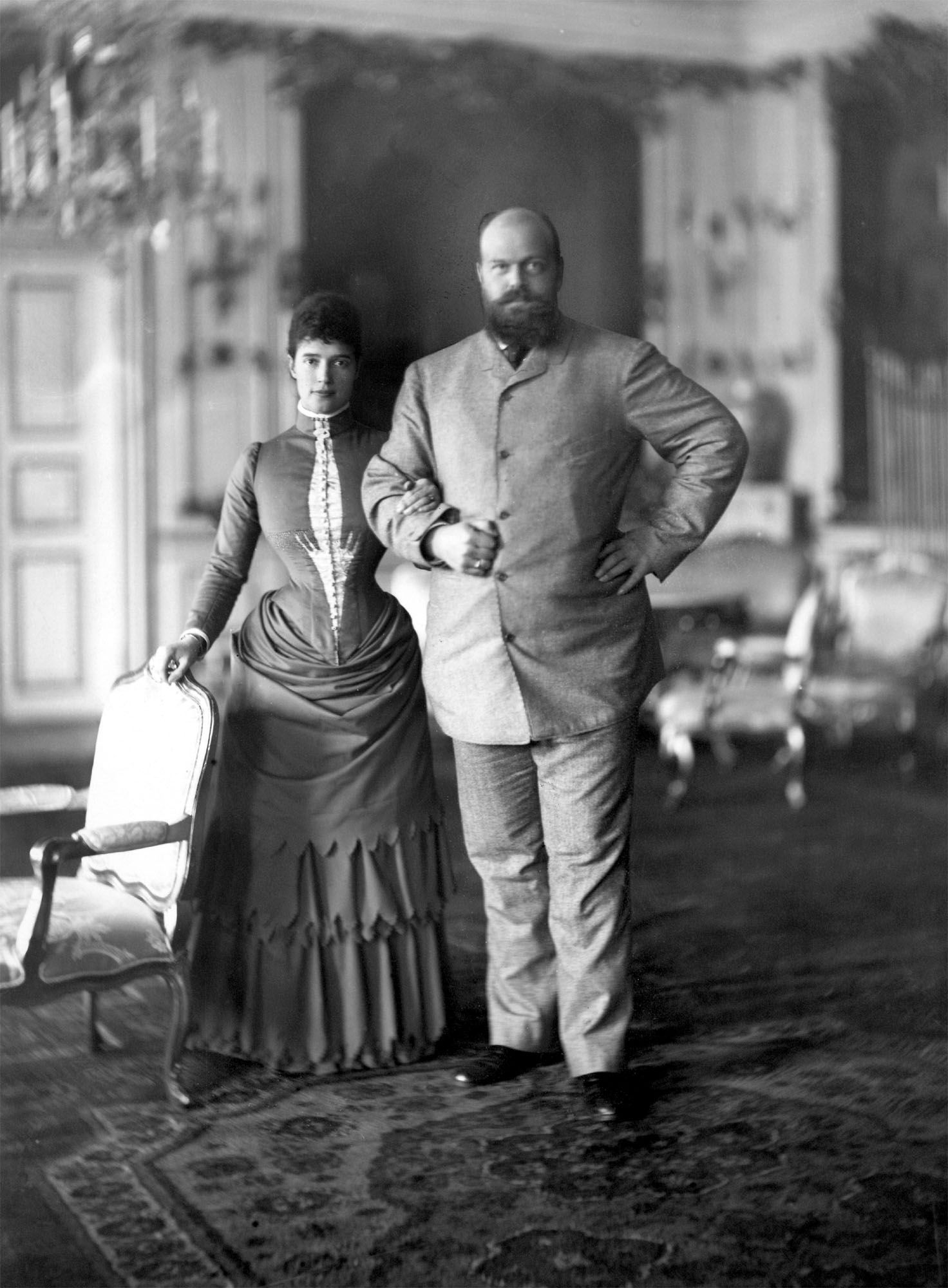
Kaiserin Maria Fjodorowna und Kaiser Alexander III. in Dänemark, 1892

Nachdem am 13. März 1881 Alexanders Vater, Zar Alexander II., in St. Petersburg einem Bombenattentat der Untergrundorganisation Narodnaja Wolja (Volkswille) zum Opfer gefallen war, folgte ihm der Sohn als Alexander III. auf dem Thron. Die Krönungsfeierlichkeiten fanden zwei Jahre später, am 27. Mai 1883, in der Moskauer Mariä-Entschlafens-Kathedrale statt.

#### Innenpolitik
Um vor Attentaten besser geschützt zu sein, bezog Alexander III. mit seiner Familie das gut bewachte, festungsartige Schloss Gattschina. Infolge des Mordes an seinem Vater kam es in ganz Russland zu zahlreichen Pogromen gegen die jüdische Bevölkerung. Als Reaktion erließ der neue Kaiser 1882 die sogenannten „Maigesetze“, in denen die freie Berufsausübung und Freizügigkeit der jüdischen Minderheit stark eingeschränkt wurden.
Für Alexander lag die Stärke Russlands in sich selbst. Er war der Ansicht, sein Reich sei von anarchistischen Störern und revolutionären Agitatoren durchsetzt, die bekämpft werden müssten. Zu diesem Zweck gründete er 1881 die Geheimpolizei Ochrana, die politische Gegner in die sibirische Verbannung deportierte (Katorga). Als weiteres Problem sah Alexander eine „Überfremdung“ der Gesellschaft, besonders in Hinblick auf den deutschen Einfluss. Russland sollte nach seinem Dafürhalten ein homogenes Staatsgebilde sein, in dem die ethnischen Unterschiede in religiöser und sprachlicher Vielfalt überwunden werden müssten. Um dieses Ziel zu verwirklichen, startete Alexander eine radikale Politik der Russifizierung, die besonders in Polen und im Baltikum gegen harte Widerstände in der Bevölkerung durchgesetzt werden musste. Denn die Stützen seiner autokratischen Herrschaft sah Alexander in der slawischen Nation, der orthodoxen Kirche und einer einheitlichen Verwaltung. In seiner Politik wurde er von Konstantin Pobedonoszew unterstützt, der als persönlicher Berater des Zaren fungierte und zur grauen Eminenz am Hof aufstieg. In Alexanders Herrschaftsauffassung war für parlamentarische Institutionen und den westeuropäischen Liberalismus kein Platz. Er hob beinahe alle Liberalisierungsvorschläge seines Vaters auf. Obgleich er die Leibeigenschaft nicht wieder einführen konnte, zentralisierte er die Verwaltung und schwächte die Semstwo-Vertretungen auf dem Lande. Allmählich zog er sich so die Feindschaft aller Klassen in Russland zu. Erneut flackerte überall der Terror auf.
Ermutigt durch das erfolgreiche Attentat auf Alexander II., bereitete die Untergrundorganisation Narodnaja Wolja auch die Ermordung Alexanders III. vor. Die Polizei konnte den Plan aufdecken und die Verschwörer festnehmen, einschließlich Alexander Uljanow, dem älteren Bruder von Wladimir Lenin. Fünf der Verschwörer wurden im Mai 1887 gehängt.
Die wohl größte Leistung Alexanders III. während seiner 13-jährigen Herrschaft war der Beginn des Baus der Transsibirischen Eisenbahn. Die längste Eisenbahnstrecke der Welt sollte den europäischen Teil Russlands mit dem sibirischen Fernen Osten verbinden und wurde so zum zentralen Herrschaftsinstrument des Kaisers in diesen entlegenen Gebieten.

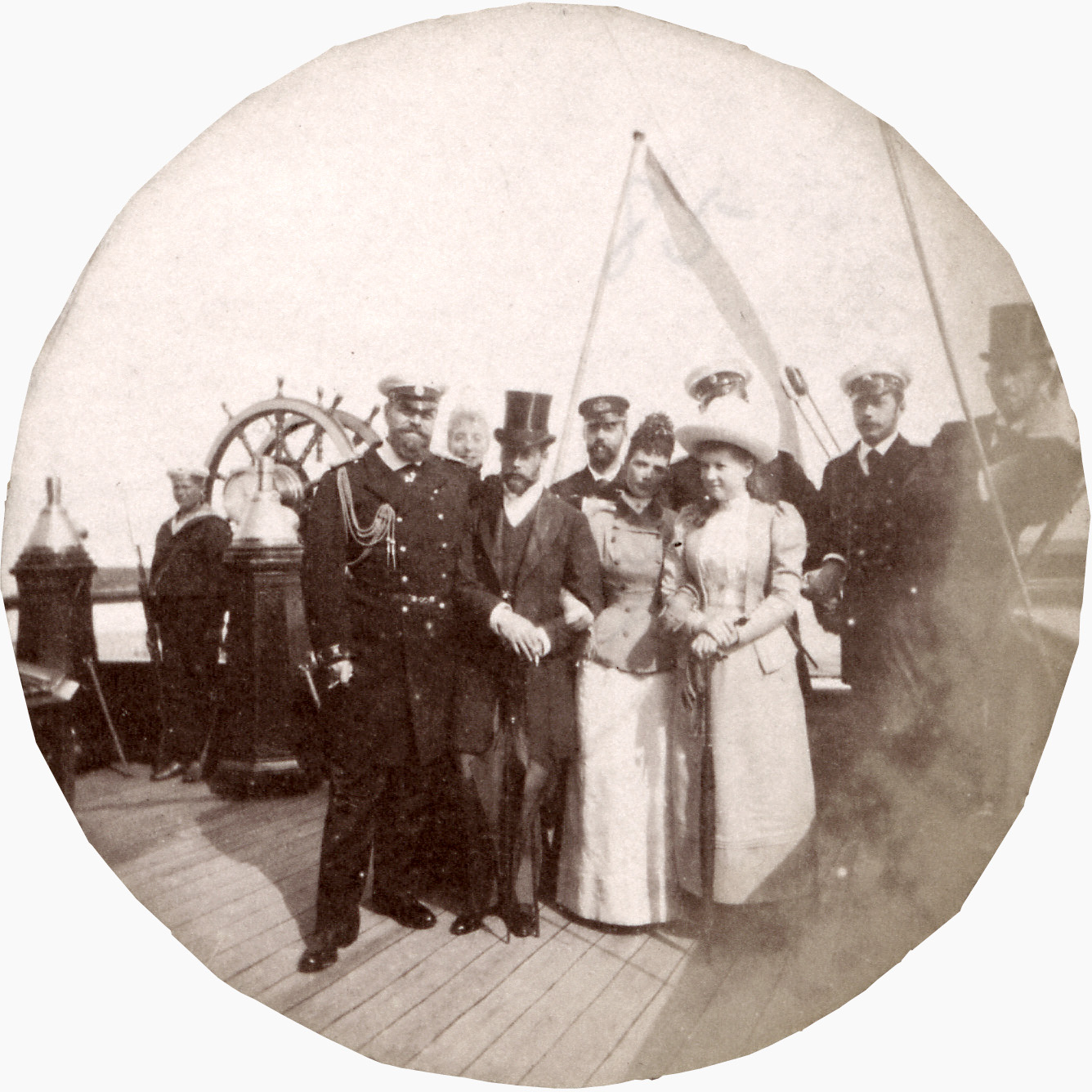
Zar Alexander III und die Mitglieder der kaiserlichen Familie, 1893

#### Außenpolitik
Außenpolitisch folgte Alexander III. der traditionellen Politik der schrittweisen Erweiterung der zaristischen Herrschaft in Zentral- und Ostasien. Bis 1884 erfolgte die militärische Eroberung Turkestans, dabei wollte er jedoch Konflikte mit den europäischen Großmächten vermeiden. Alexander stand zwar nicht auf dem Standpunkt „Frieden um jeden Preis“, vielmehr folgte er dem Grundsatz, das beste Mittel, einen Krieg zu vermeiden, sei eine gute militärische Vorbereitung.
Obwohl gegenüber dem Deutschen Reich zurückhaltend eingestellt, verschlechterte sich das traditionell gute Verhältnis der beiden Staaten erst gegen Ende der Herrschaft Alexanders. Alexander III. schloss im Juni 1881 mit den Kaisern Wilhelm I. und Franz Joseph I. von Österreich-Ungarn in Berlin den Dreikaiserbund. Russland erklärte sich in einem etwaigen Konflikt zwischen Deutschland und Frankreich für neutral.
In den Jahren 1881 bis 1885 besetzten die russischen Truppen den südlichen Teil der transkaspischen Region, das auf dem Gebiet des heutigen Turkmenistan liegt. Gleichzeitig befanden sich seit dem Zweiten Anglo-Afghanischen Krieg britische Truppen in Afghanistan. Solange russische Truppen in Süd-Transkaspien aktiv waren, bestand die Gefahr einer Konfrontation mit Großbritannien (The Great Game). In diesem Fall konnte das Russische Kaiserreich vom Dreikaiserbund profitieren, der die Neutralität des Deutschen Kaiserreichs und Österreich-Ungarns garantierte. Unter deren Duldung ließ Alexander III. seinen Cousin Fürst Alexander I. von Bulgarien, a.d. Haus Battenberg, stürzen, um das Land unter die Botmäßigkeit Russlands zu zwingen; erreicht wurde allerdings das Gegenteil.
Zu jener Zeit suchte Alexander III. eine Annäherung an Frankreich, zum einen wegen seiner persönlichen Neigungen, aber vor allem suchte Alexander Investoren für die teure Transsibirische Eisenbahn und um die aufkeimende Industrialisierung zu finanzieren. Da Frankreich von Bismarck 20 Jahre lang isoliert worden war, war es für diese Annäherung zu gewinnen. Der offene Bruch vollzog sich 1890, als der deutsche Kaiser Wilhelm II. den geheimen Rückversicherungsvertrag mit Russland von 1887 nicht verlängerte. Nun war der Weg zu einem russisch-französischen Bündnis frei. Ein Jahr später unterzeichneten beide Regierungen eine Übereinkunft, im Falle einer Bedrohung für den Frieden sich zu konsultieren – der Vorläufer des Zweiverbandes von 1894.
In seine Herrschaft fiel auch der Versuch des Kosaken Nikolai Aschinow, 1889 in Sagallo in Französisch-Somaliland eine russische Präsenz zu errichten. Alexander distanzierte sich jedoch bald von diesem Vorhaben, um die Beziehungen zu Frankreich nicht zu belasten.

### Lebensende
Auf der Rückkehr von einer Reise in den Kaukasus war der Zar mit seiner Familie am 17. Oktober 1888 (julianischer Kalender) bzw. 29. Oktober 1888 (gregorianischer Kalender) bei Borki zusammen mit seiner Entourage von einem Eisenbahnunfall betroffen. Der Hofzug entgleiste und stürzte einen Abhang hinunter. Die Ursache konnte nicht geklärt werden. Als das Dach des Speisewagens auf die Fahrgäste zu stürzen drohte, soll Alexander das Dach angeblich mit seinen Schultern angehoben haben, bis sich alle in Sicherheit gebracht hatten. Die Zarenfamilie kam mit dem Schrecken davon. Diese übermenschliche Anstrengung hinterließ nach Meinung der Ärzte bleibende Schäden an seinen Organen.
Sechs Jahre später erkrankte der Zar an einem schweren Nierenleiden (Nephritis) und starb am 1. November 1894 im Liwadija-Palast auf der Krim, wo er sich zu einem Erholungsurlaub befunden hatte.
Seine sterblichen Überreste wurden in der Peter-und-Paul-Festung von Sankt Petersburg beigesetzt.
In Russland wird nach dem Zerfall der Sowjetunion die Persönlichkeit Alexanders III. in bestimmtem Maße idealisiert und vor allem von nationalistischen Kreisen benutzt. Am 18. November 2017 weihte Präsident Putin im Liwadija-Park auf der Krim das Denkmal für Alexander III. ein.

## Ehe und Nachkommen

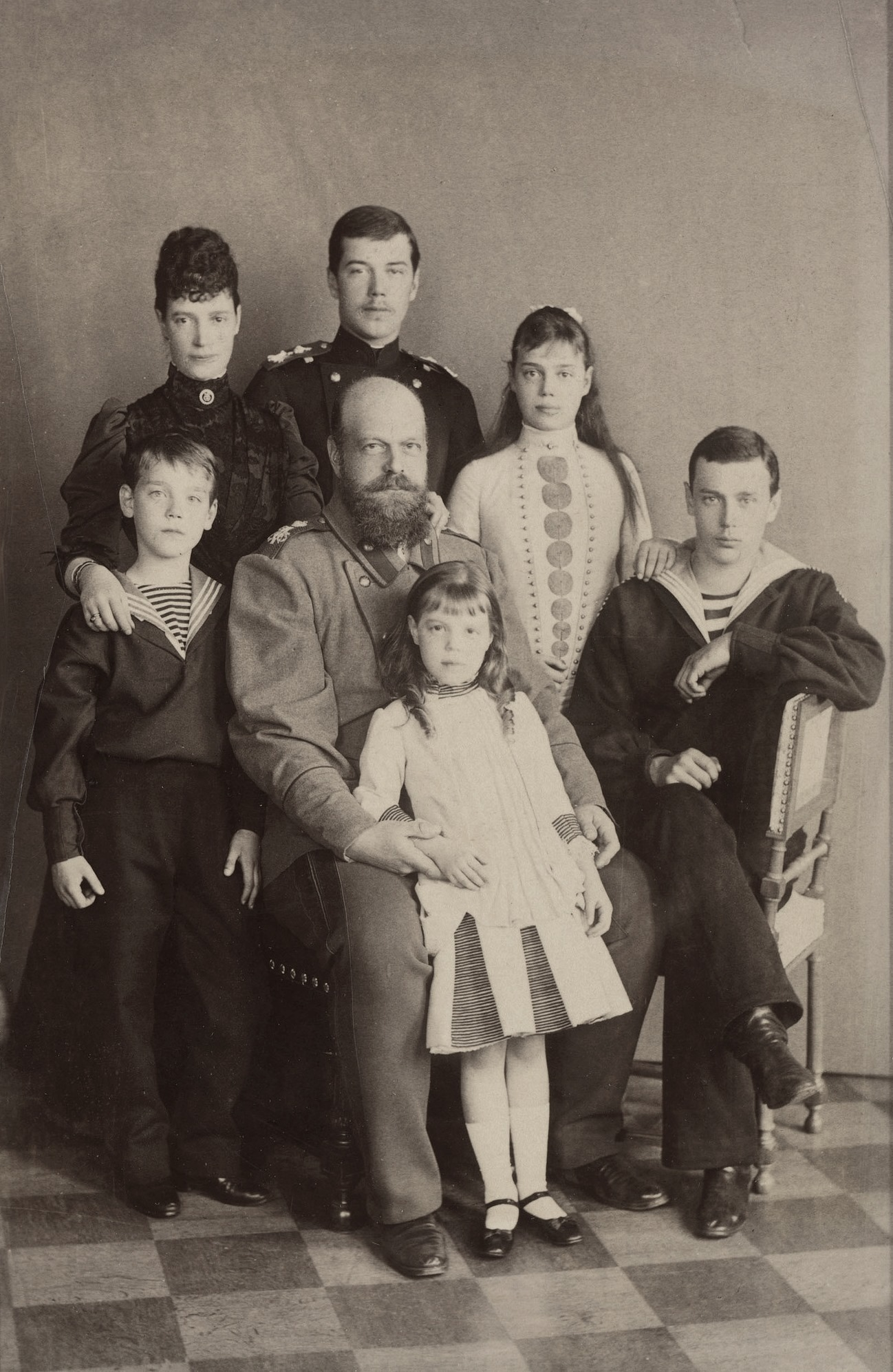
Die Zarenfamilie im Jahr 1888

Am Sterbebett seines Bruders Nikolai versprach Alexander diesem, dessen Verlobte Prinzessin Dagmar von Dänemark zu heiraten. Am 9. November 1866 wurde die Hochzeit in der Kapelle des Winterpalastes gefeiert. Dagmar nahm nach ihrer Konversion zur russisch-orthodoxen Kirche den Namen Maria Fjodorowna an. Die Verbindung wurde als glücklich beschrieben; keiner der beiden soll außereheliche Liebschaften gehabt haben.
Aus der Ehe gingen sechs Kinder hervor:
- Nikolaus (1868–1918), als Nikolaus II. Kaiser von Russland ⚭ Alix von Hessen-Darmstadt
- Alexander (* 7. Juni 1869; † 2. Mai 1870)
- Georgi (1871–1899)
- Xenija (1875–1960) ⚭ Alexander Michailowitsch Romanow
- Michail (1878–1918) ⚭ Natalja Sergejewna Brassowa
- Olga (1882–1960)

1. ⚭ Peter von Oldenburg
2. ⚭ Nikolai Kulikowski

Mit seiner dänischen Gemahlin führte Alexander ein sehr häuslich und familiär geprägtes Leben. Ausgedehnte Sommerurlaube im Herrenhaus Langinkoski in der Nähe von Kotka an der finnischen Küste waren fester Bestandteil des Familienlebens.

## Abstammung
| Paul I. (Zar von Russland)      | Paul I. (Zar von Russland)      | Paul I. (Zar von Russland)      | Paul I. (Zar von Russland)      | Paul I. (Zar von Russland)       | Paul I. (Zar von Russland)       |                                  |                                  | Sophie Dorothee (Zarin von Russland) | Sophie Dorothee (Zarin von Russland) | Sophie Dorothee (Zarin von Russland) | Sophie Dorothee (Zarin von Russland) | Sophie Dorothee (Zarin von Russland) | Sophie Dorothee (Zarin von Russland) |                                   |                                   | Friedrich Wilhelm III. (König von Preußen) | Friedrich Wilhelm III. (König von Preußen) | Friedrich Wilhelm III. (König von Preußen) | Friedrich Wilhelm III. (König von Preußen) | Friedrich Wilhelm III. (König von Preußen) | Friedrich Wilhelm III. (König von Preußen) |                                   |                                   | Luise (Königin von Preußen)               | Luise (Königin von Preußen)               | Luise (Königin von Preußen)               | Luise (Königin von Preußen)               | Luise (Königin von Preußen)                                | Luise (Königin von Preußen)                                |                                                            |                                                            | Ludwig I. (Großherzog von Hessen)                          | Ludwig I. (Großherzog von Hessen)                          | Ludwig I. (Großherzog von Hessen)               | Ludwig I. (Großherzog von Hessen)               | Ludwig I. (Großherzog von Hessen)               | Ludwig I. (Großherzog von Hessen)               |                                                |                                                | Luise (Großherzogin von Hessen)                | Luise (Großherzogin von Hessen)                | Luise (Großherzogin von Hessen)     | Luise (Großherzogin von Hessen)     | Luise (Großherzogin von Hessen)     | Luise (Großherzogin von Hessen)     |                                 |                                 | Karl Ludwig (Erbprinz von Baden)               | Karl Ludwig (Erbprinz von Baden)               | Karl Ludwig (Erbprinz von Baden)               | Karl Ludwig (Erbprinz von Baden)               | Karl Ludwig (Erbprinz von Baden)               | Karl Ludwig (Erbprinz von Baden)               |                                |                                | Amalie (Erbprinzessin von Baden) | Amalie (Erbprinzessin von Baden) | Amalie (Erbprinzessin von Baden) | Amalie (Erbprinzessin von Baden) | Amalie (Erbprinzessin von Baden) | Amalie (Erbprinzessin von Baden) |
| Paul I. (Zar von Russland)      | Paul I. (Zar von Russland)      | Paul I. (Zar von Russland)      | Paul I. (Zar von Russland)      | Paul I. (Zar von Russland)       | Paul I. (Zar von Russland)       |                                  |                                  | Sophie Dorothee (Zarin von Russland) | Sophie Dorothee (Zarin von Russland) | Sophie Dorothee (Zarin von Russland) | Sophie Dorothee (Zarin von Russland) | Sophie Dorothee (Zarin von Russland) | Sophie Dorothee (Zarin von Russland) |                                   |                                   | Friedrich Wilhelm III. (König von Preußen) | Friedrich Wilhelm III. (König von Preußen) | Friedrich Wilhelm III. (König von Preußen) | Friedrich Wilhelm III. (König von Preußen) | Friedrich Wilhelm III. (König von Preußen) | Friedrich Wilhelm III. (König von Preußen) |                                   |                                   | Luise (Königin von Preußen)               | Luise (Königin von Preußen)               | Luise (Königin von Preußen)               | Luise (Königin von Preußen)               | Luise (Königin von Preußen)                                | Luise (Königin von Preußen)                                |                                                            |                                                            | Ludwig I. (Großherzog von Hessen)                          | Ludwig I. (Großherzog von Hessen)                          | Ludwig I. (Großherzog von Hessen)               | Ludwig I. (Großherzog von Hessen)               | Ludwig I. (Großherzog von Hessen)               | Ludwig I. (Großherzog von Hessen)               |                                                |                                                | Luise (Großherzogin von Hessen)                | Luise (Großherzogin von Hessen)                | Luise (Großherzogin von Hessen)     | Luise (Großherzogin von Hessen)     | Luise (Großherzogin von Hessen)     | Luise (Großherzogin von Hessen)     |                                 |                                 | Karl Ludwig (Erbprinz von Baden)               | Karl Ludwig (Erbprinz von Baden)               | Karl Ludwig (Erbprinz von Baden)               | Karl Ludwig (Erbprinz von Baden)               | Karl Ludwig (Erbprinz von Baden)               | Karl Ludwig (Erbprinz von Baden)               |                                |                                | Amalie (Erbprinzessin von Baden) | Amalie (Erbprinzessin von Baden) | Amalie (Erbprinzessin von Baden) | Amalie (Erbprinzessin von Baden) | Amalie (Erbprinzessin von Baden) | Amalie (Erbprinzessin von Baden) |
|                                 |                                 |                                 |                                 |                                  |                                  |                                  |                                  |                                      |                                      |                                      |                                      |                                      |                                      |                                   |                                   |                                            |                                            |                                            |                                            |                                            |                                            |                                   |                                   |                                           |                                           |                                           |                                           |                                                            |                                                            |                                                            |                                                            |                                                            |                                                            |                                                 |                                                 |                                                 |                                                 |                                                |                                                |                                                |                                                |                                     |                                     |                                     |                                     |                                 |                                 |                                                |                                                |                                                |                                                |                                                |                                                |                                |                                |                                  |                                  |                                  |                                  |                                  |                                  |
|                                 |                                 |                                 |                                 |                                  |                                  |                                  |                                  |                                      |                                      |                                      |                                      |                                      |                                      |                                   |                                   |                                            |                                            |                                            |                                            |                                            |                                            |                                   |                                   |                                           |                                           |                                           |                                           |                                                            |                                                            |                                                            |                                                            |                                                            |                                                            |                                                 |                                                 |                                                 |                                                 |                                                |                                                |                                                |                                                |                                     |                                     |                                     |                                     |                                 |                                 |                                                |                                                |                                                |                                                |                                                |                                                |                                |                                |                                  |                                  |                                  |                                  |                                  |                                  |
| Alexander I. (Zar von Russland) | Alexander I. (Zar von Russland) | Alexander I. (Zar von Russland) | Alexander I. (Zar von Russland) | Alexander I. (Zar von Russland)  | Alexander I. (Zar von Russland)  |                                  |                                  | Nikolaus I. (Zar von Russland)       | Nikolaus I. (Zar von Russland)       | Nikolaus I. (Zar von Russland)       | Nikolaus I. (Zar von Russland)       | Nikolaus I. (Zar von Russland)       | Nikolaus I. (Zar von Russland)       |                                   |                                   | Charlotte von Preußen (Zarin von Russland) | Charlotte von Preußen (Zarin von Russland) | Charlotte von Preußen (Zarin von Russland) | Charlotte von Preußen (Zarin von Russland) | Charlotte von Preußen (Zarin von Russland) | Charlotte von Preußen (Zarin von Russland) |                                   |                                   | Friedrich Wilhelm IV. (König von Preußen) | Friedrich Wilhelm IV. (König von Preußen) | Friedrich Wilhelm IV. (König von Preußen) | Friedrich Wilhelm IV. (König von Preußen) | Friedrich Wilhelm IV. (König von Preußen)                  | Friedrich Wilhelm IV. (König von Preußen)                  |                                                            |                                                            |                                                            |                                                            |                                                 |                                                 |                                                 |                                                 |                                                |                                                | Ludwig II. (Großherzog von Hessen)             | Ludwig II. (Großherzog von Hessen)             | Ludwig II. (Großherzog von Hessen)  | Ludwig II. (Großherzog von Hessen)  | Ludwig II. (Großherzog von Hessen)  | Ludwig II. (Großherzog von Hessen)  |                                 |                                 | Wilhelmine von Baden (Großherzogin von Hessen) | Wilhelmine von Baden (Großherzogin von Hessen) | Wilhelmine von Baden (Großherzogin von Hessen) | Wilhelmine von Baden (Großherzogin von Hessen) | Wilhelmine von Baden (Großherzogin von Hessen) | Wilhelmine von Baden (Großherzogin von Hessen) |                                |                                |                                  |                                  |                                  |                                  |                                  |                                  |
| Alexander I. (Zar von Russland) | Alexander I. (Zar von Russland) | Alexander I. (Zar von Russland) | Alexander I. (Zar von Russland) | Alexander I. (Zar von Russland)  | Alexander I. (Zar von Russland)  |                                  |                                  | Nikolaus I. (Zar von Russland)       | Nikolaus I. (Zar von Russland)       | Nikolaus I. (Zar von Russland)       | Nikolaus I. (Zar von Russland)       | Nikolaus I. (Zar von Russland)       | Nikolaus I. (Zar von Russland)       |                                   |                                   | Charlotte von Preußen (Zarin von Russland) | Charlotte von Preußen (Zarin von Russland) | Charlotte von Preußen (Zarin von Russland) | Charlotte von Preußen (Zarin von Russland) | Charlotte von Preußen (Zarin von Russland) | Charlotte von Preußen (Zarin von Russland) |                                   |                                   | Friedrich Wilhelm IV. (König von Preußen) | Friedrich Wilhelm IV. (König von Preußen) | Friedrich Wilhelm IV. (König von Preußen) | Friedrich Wilhelm IV. (König von Preußen) | Friedrich Wilhelm IV. (König von Preußen)                  | Friedrich Wilhelm IV. (König von Preußen)                  |                                                            |                                                            |                                                            |                                                            |                                                 |                                                 |                                                 |                                                 |                                                |                                                | Ludwig II. (Großherzog von Hessen)             | Ludwig II. (Großherzog von Hessen)             | Ludwig II. (Großherzog von Hessen)  | Ludwig II. (Großherzog von Hessen)  | Ludwig II. (Großherzog von Hessen)  | Ludwig II. (Großherzog von Hessen)  |                                 |                                 | Wilhelmine von Baden (Großherzogin von Hessen) | Wilhelmine von Baden (Großherzogin von Hessen) | Wilhelmine von Baden (Großherzogin von Hessen) | Wilhelmine von Baden (Großherzogin von Hessen) | Wilhelmine von Baden (Großherzogin von Hessen) | Wilhelmine von Baden (Großherzogin von Hessen) |                                |                                |                                  |                                  |                                  |                                  |                                  |                                  |
|                                 |                                 |                                 |                                 |                                  |                                  |                                  |                                  |                                      |                                      |                                      |                                      |                                      |                                      |                                   |                                   |                                            |                                            |                                            |                                            |                                            |                                            |                                   |                                   |                                           |                                           |                                           |                                           |                                                            |                                                            |                                                            |                                                            |                                                            |                                                            |                                                 |                                                 |                                                 |                                                 |                                                |                                                |                                                |                                                |                                     |                                     |                                     |                                     |                                 |                                 |                                                |                                                |                                                |                                                |                                                |                                                |                                |                                |                                  |                                  |                                  |                                  |                                  |                                  |
|                                 |                                 |                                 |                                 |                                  |                                  |                                  |                                  |                                      |                                      |                                      |                                      |                                      |                                      |                                   |                                   |                                            |                                            |                                            |                                            |                                            |                                            |                                   |                                   |                                           |                                           |                                           |                                           |                                                            |                                                            |                                                            |                                                            |                                                            |                                                            |                                                 |                                                 |                                                 |                                                 |                                                |                                                |                                                |                                                |                                     |                                     |                                     |                                     |                                 |                                 |                                                |                                                |                                                |                                                |                                                |                                                |                                |                                |                                  |                                  |                                  |                                  |                                  |                                  |
|                                 |                                 |                                 |                                 |                                  |                                  |                                  |                                  |                                      |                                      |                                      |                                      |                                      |                                      |                                   |                                   | Olga (Königin von Württemberg)             | Olga (Königin von Württemberg)             | Olga (Königin von Württemberg)             | Olga (Königin von Württemberg)             | Olga (Königin von Württemberg)             | Olga (Königin von Württemberg)             |                                   |                                   | Alexander II. (Zar von Russland)          | Alexander II. (Zar von Russland)          | Alexander II. (Zar von Russland)          | Alexander II. (Zar von Russland)          | Alexander II. (Zar von Russland)                           | Alexander II. (Zar von Russland)                           |                                                            |                                                            | Marie von Hessen-Darmstadt (Zarin von Russland)            | Marie von Hessen-Darmstadt (Zarin von Russland)            | Marie von Hessen-Darmstadt (Zarin von Russland) | Marie von Hessen-Darmstadt (Zarin von Russland) | Marie von Hessen-Darmstadt (Zarin von Russland) | Marie von Hessen-Darmstadt (Zarin von Russland) |                                                |                                                | Ludwig III. (Großherzog von Hessen)            | Ludwig III. (Großherzog von Hessen)            | Ludwig III. (Großherzog von Hessen) | Ludwig III. (Großherzog von Hessen) | Ludwig III. (Großherzog von Hessen) | Ludwig III. (Großherzog von Hessen) |                                 |                                 |                                                |                                                |                                                |                                                |                                                |                                                |                                |                                |                                  |                                  |                                  |                                  |                                  |                                  |
|                                 |                                 |                                 |                                 |                                  |                                  |                                  |                                  |                                      |                                      |                                      |                                      |                                      |                                      |                                   |                                   | Olga (Königin von Württemberg)             | Olga (Königin von Württemberg)             | Olga (Königin von Württemberg)             | Olga (Königin von Württemberg)             | Olga (Königin von Württemberg)             | Olga (Königin von Württemberg)             |                                   |                                   | Alexander II. (Zar von Russland)          | Alexander II. (Zar von Russland)          | Alexander II. (Zar von Russland)          | Alexander II. (Zar von Russland)          | Alexander II. (Zar von Russland)                           | Alexander II. (Zar von Russland)                           |                                                            |                                                            | Marie von Hessen-Darmstadt (Zarin von Russland)            | Marie von Hessen-Darmstadt (Zarin von Russland)            | Marie von Hessen-Darmstadt (Zarin von Russland) | Marie von Hessen-Darmstadt (Zarin von Russland) | Marie von Hessen-Darmstadt (Zarin von Russland) | Marie von Hessen-Darmstadt (Zarin von Russland) |                                                |                                                | Ludwig III. (Großherzog von Hessen)            | Ludwig III. (Großherzog von Hessen)            | Ludwig III. (Großherzog von Hessen) | Ludwig III. (Großherzog von Hessen) | Ludwig III. (Großherzog von Hessen) | Ludwig III. (Großherzog von Hessen) |                                 |                                 |                                                |                                                |                                                |                                                |                                                |                                                |                                |                                |                                  |                                  |                                  |                                  |                                  |                                  |
|                                 |                                 |                                 |                                 |                                  |                                  |                                  |                                  |                                      |                                      |                                      |                                      |                                      |                                      |                                   |                                   |                                            |                                            |                                            |                                            |                                            |                                            |                                   |                                   |                                           |                                           |                                           |                                           |                                                            |                                                            |                                                            |                                                            |                                                            |                                                            |                                                 |                                                 |                                                 |                                                 |                                                |                                                |                                                |                                                |                                     |                                     |                                     |                                     |                                 |                                 |                                                |                                                |                                                |                                                |                                                |                                                |                                |                                |                                  |                                  |                                  |                                  |                                  |                                  |
|                                 |                                 |                                 |                                 |                                  |                                  |                                  |                                  |                                      |                                      |                                      |                                      |                                      |                                      |                                   |                                   |                                            |                                            |                                            |                                            |                                            |                                            |                                   |                                   |                                           |                                           |                                           |                                           |                                                            |                                                            |                                                            |                                                            |                                                            |                                                            |                                                 |                                                 |                                                 |                                                 |                                                |                                                |                                                |                                                |                                     |                                     |                                     |                                     |                                 |                                 |                                                |                                                |                                                |                                                |                                                |                                                |                                |                                |                                  |                                  |                                  |                                  |                                  |                                  |
|                                 |                                 |                                 |                                 | Nikolai (Russischer Thronfolger) | Nikolai (Russischer Thronfolger) | Nikolai (Russischer Thronfolger) | Nikolai (Russischer Thronfolger) | Nikolai (Russischer Thronfolger)     | Nikolai (Russischer Thronfolger)     |                                      |                                      | Alexander III. (Zar von Russland)    | Alexander III. (Zar von Russland)    | Alexander III. (Zar von Russland) | Alexander III. (Zar von Russland) | Alexander III. (Zar von Russland)          | Alexander III. (Zar von Russland)          |                                            |                                            | Wladimir (Großfürst von Russland)          | Wladimir (Großfürst von Russland)          | Wladimir (Großfürst von Russland) | Wladimir (Großfürst von Russland) | Wladimir (Großfürst von Russland)         | Wladimir (Großfürst von Russland)         |                                           |                                           | Alexei (Generaladmiral der Zaristischen Russischen Marine) | Alexei (Generaladmiral der Zaristischen Russischen Marine) | Alexei (Generaladmiral der Zaristischen Russischen Marine) | Alexei (Generaladmiral der Zaristischen Russischen Marine) | Alexei (Generaladmiral der Zaristischen Russischen Marine) | Alexei (Generaladmiral der Zaristischen Russischen Marine) |                                                 |                                                 | Marija (Herzogin von Sachsen-Coburg und Gotha)  | Marija (Herzogin von Sachsen-Coburg und Gotha)  | Marija (Herzogin von Sachsen-Coburg und Gotha) | Marija (Herzogin von Sachsen-Coburg und Gotha) | Marija (Herzogin von Sachsen-Coburg und Gotha) | Marija (Herzogin von Sachsen-Coburg und Gotha) |                                     |                                     | Sergei (Großfürst von Russland)     | Sergei (Großfürst von Russland)     | Sergei (Großfürst von Russland) | Sergei (Großfürst von Russland) | Sergei (Großfürst von Russland)                | Sergei (Großfürst von Russland)                |                                                |                                                | Pawel (Großfürst von Russland)                 | Pawel (Großfürst von Russland)                 | Pawel (Großfürst von Russland) | Pawel (Großfürst von Russland) | Pawel (Großfürst von Russland)   | Pawel (Großfürst von Russland)   |                                  |                                  |                                  |                                  |